# ستاری کاچن
ستاری کاچن (به لهستانی:  Stary Kaczyn) یک روستا در لهستان است که در گمینا چژو واقع شده‌است.